# Gouvernement provisoire d'Albanie
1912–1914
Entités précédentes :
- Empire ottoman

Entités suivantes :
- Principauté d'Albanie

Le gouvernement provisoire d'Albanie est le régime politique de l'Albanie de 1912 à 1914.

## Histoire
Dans les années 1870, le gouvernement turc se rend compte de la vanité de ses efforts pour maintenir l'intégrité de l'empire. Partout dans les Balkans se développe l'idée du nationalisme. Les Albanais sont parmi les derniers à développer cette conscience nationale malgré un sentiment marqué d'appartenance ethnique, d'une part à cause de l'absence d'un clergé national (contrairement à l'Église orthodoxe serbe et à l'Église orthodoxe grecque), d'autre part à l'absence de la langue albanaise dans les écoles durant les quatre siècles d'occupation ottomane. En outre, les Albanais, majoritairement musulmans, se sentent mieux intégrés dans l'Empire que les nations chrétiennes (millet) et comptent de nombreux généraux et hauts fonctionnaires. S'y ajoutent leurs dissensions internes et la crainte de tomber sous le joug des nations voisines émergentes (Serbie, Monténégro, Bulgarie et Grèce). 

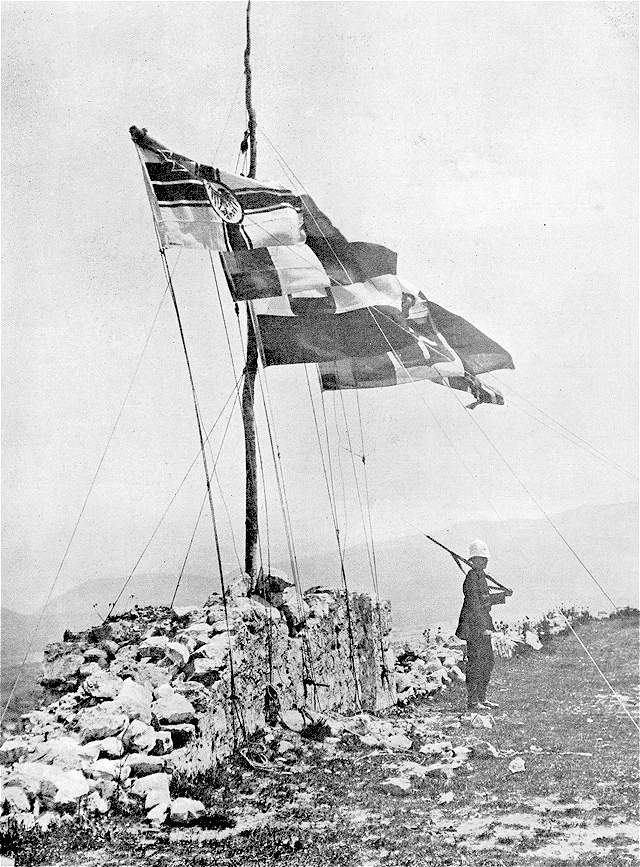
Drapeaux de la force d'interposition internationale à Shkodër en 1913.

Le mouvement se concrétise en 1878 avec la constitution de la Ligue de Prizren  qui réclama l'autonomie albanaise (mais non la séparation). La tension monte avec les révoltes albanaises de 1910 à 1912, à la dernière année de révolte lors de la première guerre balkanique qui précipite cette évolution. Les exactions des armées balkaniques envers la population civile albanaise, rendues publiques par le rapport de la commission internationale sur la guerre des Balkans (en), amènent les puissances européennes à reconnaître le droit des Albanais à un État séparé déclaré le 4 décembre 1912 par l'assemblée de Vlorë constitué par le mouvement national albanais: ils l'obtiennent en 1913 avec le protocole de Florence. Mais le jeune État tombe rapidement dans le chaos de la Première Guerre mondiale. Il est tour à tour occupé par la Grèce, l'Italie, la Serbie et le Monténégro jusqu'à ce que la délimitation des frontières soit définitivement acquise.

## Voir également
- Histoire de l'Albanie